# Tosa

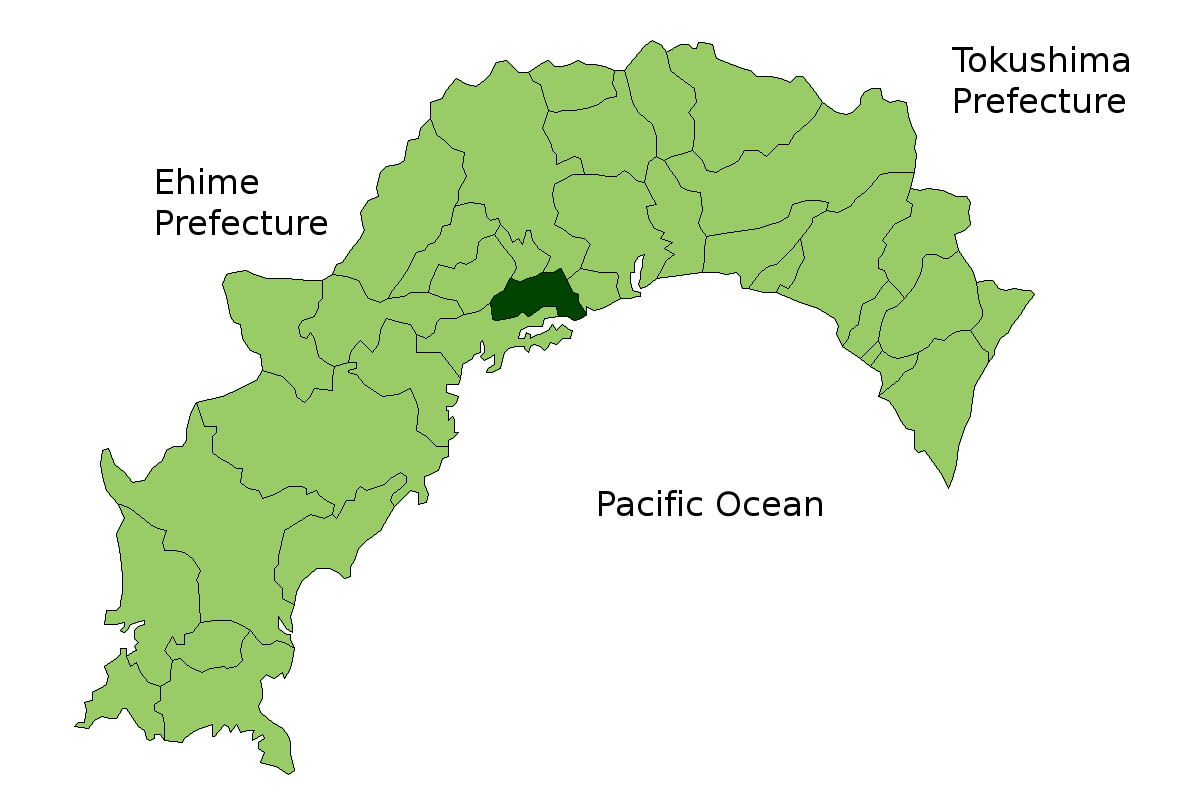

Tosa (土佐市 Tosa-shi?) este un municipiu din Japonia, prefectura Kōchi.